# Список залізничних станцій і роз'їздів України
Список станцій Українських залізниць складений для координації робіт зі створення статей про зупинні та роздільні пункти українських залізниць.
Через значну кількість елементів списку (станом на 2016 рік в Україні налічується 1447 залізничних станцій та 2268 зупинних платформ), поточний список розбитий на частини за абеткою.